# Norbert Horn
Norbert Horn (* 18. August 1936 in Wiesbaden; † 20. März 2023 in Bergisch Gladbach) war ein deutscher Rechtswissenschaftler und Professor an der Universität zu Köln.

## Leben
Norbert Horn studierte von 1956 bis 1960 Rechtswissenschaft an den Universitäten Frankfurt a. M., Lausanne und München. Sein erstes juristisches Staatsexamen legte er 1960 ab, das zweite 1965. Im Jahr 1966 promovierte er in Frankfurt über ein rechtsgeschichtliches Thema zum Dr. iur. Von 1965 bis 1973 war er wissenschaftlicher Referent am Max-Planck-Institut für europäische Rechtsgeschichte in Frankfurt a. M., das von Helmut Coing geleitet wurde. Im Jahr 1972 habilitierte er in Frankfurt a. M. mit einer Arbeit über das Recht der internationalen Anleihen.
Nach einer kurzen Tätigkeit als Rechtsanwalt in Frankfurt a. M. war Horn von 1973 bis 1989 Professor für Zivilrecht, Handels- und Wirtschaftsrecht und Internationales Privatrecht an der Fakultät für Rechtswissenschaft der Universität Bielefeld. Ab 1989 war er Professor für Bürgerliches Recht und deutsches und internationales Handels-, Wirtschafts- und Bankrecht sowie Rechtsphilosophie an der Rechtswissenschaftlichen Fakultät der Universität zu Köln, ab 2001 war er Emeritus. Von 1989 bis 2002 war er geschäftsführender Direktor des Instituts für Bankrecht an der Universität, seitdem Director emeritus. Von 1995 bis 2005 war er geschäftsführender Direktor des von ihm gegründeten Rechtszentrums für europäische und internationale Zusammenarbeit (R.I.Z.) in Köln.
Horn war an verschiedenen Universitäten weltweit als Gastprofessor tätig. Seit 1997 war er Honorarprofessor der Chinesischen Universität für Politikwissenschaft und Recht in Peking. Horn war Vorstandsvorsitzender des Arbitration Documentation and Information Centre bei der Deutschen Institution für Schiedsgerichtsbarkeit in Köln und auch als Schiedsrichter tätig. In den letzten Jahren veröffentlichte er auch Gedichtbände. Zu seinem 70. Geburtstag im Jahr 2006 erschien eine Festschrift, zu seinem 80. Geburtstag erschienen seine Gesammelten Schriften, eine Zusammenstellung wichtiger Aufsätze Horns aus den Jahren 1974 bis 2015.
Horn engagierte sich für zahlreiche Sozialprojekte im Heiligen Land. 1997 wurde er von Kardinal-Großmeister Carlo Furno zum Ritter des Ritterordens vom Heiligen Grab zu Jerusalem ernannt und am 24. Mai 1997 im Dom St. Peter in Osnabrück durch Bischof  Anton Schlembach, Großprior des Ordens, investiert.
Norbert Horn wurde am 3. April 2023 auf dem Bensberger Friedhof beigesetzt.

## Lehre und Forschung
Horns fachliche Schwerpunkte lagen im Vertragsrecht, Bank- und Kapitalmarktrecht, deutschen und internationalen Handels- und Wirtschaftsrecht und der Schiedsgerichtsbarkeit, im Gesellschaftsrecht, der Rechtsvergleichung und der Rechtsphilosophie.

## Publikationen (Auswahl)
- Das Recht der internationalen Anleihen, 1972.
- Recht und Entwicklung der Großunternehmen im 19. und frühen 20. Jahrhundert. Wirtschafts-, sozial- und rechtshistorische Untersuchungen zur Industrialisierung in Deutschland, Frankreich, England und den USA. (Hrsg. zusammen mit Jürgen Kocka) (= Kritische Studien zur Geschichtswissenschaft, Bd. 40), 1979, ISBN 978-3-525-35992-1.
- Bürgschaften und Garantien. Aktuelle Rechtsfragen der Bank-, Unternehmens- und Außenwirtschaftspraxis (= RWS-Skript, Nr. 94), 1981, 8. Aufl. 2001.
- Bürgschaft. In: Staudinger, BGB, 12. Aufl. 1982, 13. Aufl. 1997, Neubearbeitung 2013.
- AGB-Gesetz. Gesetz zur Regelung des Rechts der Allgemeinen Geschäftsbedingungen. Kommentar (zusammen mit Manfred Wolf und Walter F. Lindacher), 1984, 4. Aufl. 1999.
- Heymann-Handelsgesetzbuch, 4 Bände, 1989–1990 (Mitautor), 2. Aufl. 1995–2005 (Herausgeber und Mitautor), 3. Aufl. 2019 ff. (Herausgeber und Mitautor).
- Bank Guarantees, Standby Letters of Credit, and Performance Bonds in International Trade (mit Eddy Wymeersch), 1990.
- Das Zivil- und Wirtschaftsrecht im neuen Bundesgebiet, 1991, 2. Aufl. 1993.
- Einführung in die Rechtswissenschaft und Rechtsphilosophie, 1996, 6. Aufl. 2016, ISBN 978-3-8114-4655-7.
- Europäisches Finanzmarktrecht. Entwicklungsstand und rechtspolitische Aufgaben, 2003.
- Die Wunderpille. In Versen auf der Spur der Zeit, 2009.
- Die Kinkerlitzchen und das All. Gedichte vom dichten Leben, 2014.
- Der Mond der Dichter. Lyrik vom dichten Leben. Gesamtausgabe, 2021.